# Vladimir Štimac
Vladimir Štimac (in serbo  Владимир Штимац?; Belgrado, 25 agosto 1987) è un cestista serbo.

## Statistiche

### Eurolega
| Anno      | Squadra         | PG  | PT | MP   | TC%  | 3P%  | TL%  | RP  | AP  | PRP | SP  | PP   |
| --------- | --------------- | --- | -- | ---- | ---- | ---- | ---- | --- | --- | --- | --- | ---- |
| 2006-2007 | Žalgiris Kaunas | 2   | 1  | 18,0 | 60,0 | 0,0  | 33,3 | 4,0 | 0,5 | 0,0 | 0,0 | 4,0  |
| 2013-2014 | Málaga          | 23  | 4  | 17,2 | 60,3 | 0,0  | 52,4 | 5,1 | 0,6 | 0,3 | 0,4 | 7,6  |
| 2014-2015 | Bayern Monaco   | 10  | 2  | 15,3 | 54,2 | 33,3 | 66,7 | 4,1 | 0,6 | 0,2 | 0,2 | 6,9  |
| 2015-2016 | Stella Rossa    | 25  | 0  | 14,6 | 55,0 | -    | 59,4 | 5,0 | 0,5 | 0,3 | 0,2 | 6,9  |
| 2017-2018 | Anadolu Efes    | 30  | 11 | 18,2 | 58,3 | 0,0  | 69,4 | 5,8 | 1,0 | 0,6 | 0,3 | 9,4  |
| 2019-2020 | Fenerbahçe      | 8   | 0  | 10,1 | 70,0 | -    | 69,2 | 2,5 | 0,4 | 0,0 | 0,0 | 4,6  |
| 2019-2020 | Stella Rossa    | 13  | 4  | 22,9 | 57,7 | 37,5 | 65,9 | 6,2 | 1,1 | 0,5 | 0,5 | 11,1 |
| Carriera  | Carriera        | 111 | 22 | 16,9 | 58,1 | 25,0 | 62,9 | 5,1 | 0,7 | 0,4 | 0,3 | 8,0  |

## Palmarès

### Squadra
- Campionato ceco: 1

ČEZ Nymburk: 2010-11
- Campionato serbo: 1

Stella Rossa Belgrado: 2015-16
- Coppa della Repubblica Ceca: 1

ČEZ Nymburk: 2011
- Coppa di Turchia: 1

Anadolu Efes: 2018
- Lega Adriatica: 1

Stella Rossa Belgrado: 2015-16

### Individuale
- Basketball Champions League Second Best Team

Beşiktaş: 2016-17
- MVP Lega Baltica: 1

Valmiera: 2007-08